# Questorado do exército
O Questorado do exército (em latim: Quaestura exercitus) era uma divisão administrativa peculiar do Império Romano do Oriente que tinha sede em Odesso (atualmente Varna, na Bulgária). Foi criada pelo imperador Justiniano I (r. 527–565) a 6 de maio de 536.

## História
Territorialmente, o Questorado do exército integrava as províncias da Mésia Secunda (Moesia II), Cítia Menor, destacadas da Diocese da Trácia e situadas na região do Danúbio, a Cária, que era parte da Diocese da Ásia, e finalmente as províncias insulares do Chipre e do Egeu (as Cíclades), separadas da Diocese do Oriente. Todas elas foram retiradas da jurisdição da prefeitura pretoriana do Oriente e colocadas sob a autoridade de um novo posto oficial, o "questor do exército" (quaestor exercitus). A autoridade deste questor era equivalente à de um mestre dos soldados (magister militum).
Devido às províncias do Danúbio, de importância estratégica vital, se encontrarem em más condições económicas, com a criação do Questorado do exército pretendia-se apoiar o suporte das tropas ali estacionadas. Ao ligar as províncias do Baixo Danúbio com províncias mais ricas, Justiniano conseguiu transportar abastecimentos através do mar Negro. Esta reestruturação territorial aliviava das populações pobres e os campos devastados das províncias do Danúbio do encargo de sustentarem as tropas ali estacionadas. Lamentavelmente, não há registos subsequentes da história do Questorado do exército. Outrossim, uma vez que a posição de questor ainda existia durante meados dos anos 570, isso indica que esta unidade territorial teve algum sucesso.
As províncias do Danúbio associadas ao Questorado do exército acabaram por perecer com as invasões dos Balcãs pelos Eslavos e ávaros no século VII. Porém, foram conservadas algumas fortalezas isoladas no delta do Danúbio e ao longo da costa do mar Negro, as quais eram abastecidas por via marítima, e há provas de que o grande corpo naval dos carabisianos foi inicialmente formado com o que restava do questorado.
Selos de chumbo da Mésia Secunda e da Cítia Menor comprovam a existência do Questorado do exército. Especificamente, treze selos imperiais (nove deles de Justiniano) demonstram que ocorreram comunicações entre oficiais da Cítia Menor e Constantinopla de forma mais ou menos regular.